# Pange
Pange è un comune francese di 894 abitanti situato nel dipartimento della Mosella nella regione del Grand Est.

## Storia

### Simboli
Lo stemma è stato adottato il 2 marzo 1949. Pange era un tempo divisa in due signorie appartenenti una all'abbazia benedettina di Saint Vincent di Metz (che aveva come simbolo il giglio con le due palme verdi) e l'altra all'abbazia di Saint Pierre aux Nonnains (le due chiavi tra le croci di Lorena).
Prima di adottare lo stemma attuale il comune utilizzava come proprio emblema quello della famiglia Thomas: d'argento, allo scaglione d'azzurro, caricato a destra di una spada d'argento, guarnita d'oro, e a sinistra di una canna di palude d'oro, accompagnato da tre stelle di rosso.

## Società

### Evoluzione demografica
Abitanti censiti